# Kanton Loches
Loches is een kanton van het Franse departement Indre-et-Loire. Het kanton maakt deel uit van het arrondissement Loches.

## Gemeenten
Het kanton Loches omvatte tot 2014 de volgende 18 gemeenten:
- Azay-sur-Indre
- Beaulieu-lès-Loches
- Bridoré
- Chambourg-sur-Indre
- Chanceaux-près-Loches
- Chédigny
- Dolus-le-Sec
- Ferrière-sur-Beaulieu
- Loches (hoofdplaats)
- Perrusson
- Reignac-sur-Indre
- Saint-Bauld
- Saint-Hippolyte
- Saint-Jean-Saint-Germain
- Saint-Quentin-sur-Indrois
- Sennevières
- Tauxigny
- Verneuil-sur-Indre

Bij de herindeling van de kantons door het decreet van 18 februari 2014, met uitwerking op 22 maart 2015, werden daar volgende 11 gemeenten aan toegevoegd :
- Beaumont-Village
- Chemillé-sur-Indrois
- Genillé
- Le Liège
- Loché-sur-Indrois
- Montrésor
- Nouans-les-Fontaines
- Orbigny
- Saint-Senoch
- Villedômain
- Villeloin-Coulangé

Op 1 januari 2018 werden de gemeenten Tauxigny en Saint-Bauld samengevoegd tot de fusiegemeente (commune nouvelle):
- Tauxigny-Saint-Bauld